# Pseudowebbinella
Pseudowebbinella es un género de foraminífero bentónico de la subfamilia Crithionininae, de la familia Crithioninidae, de la superfamilia Saccamminoidea, del suborden Saccamminina y del orden Astrorhizida. Su especie tipo es Crithionina goesi. Su rango cronoestratigráfico abarca el Holoceno.

## Discusión
Clasificaciones previas incluían Pseudowebbinella en la familia Hemisphaeramminidae de la superfamilia Astrorhizoidea, así como en el suborden Textulariina del orden Textulariida.

## Clasificación
Pseudowebbinella incluye a las siguientes especies:
- Pseudowebbinella goesi
- Pseudowebbinella variabilis